# Prionotalis balia
Prionotalis balia is een vlinder uit de familie grasmotten (Crambidae). De wetenschappelijke naam van deze soort is voor het eerst geldig gepubliceerd in 1932 door Tams.
De soort komt voor in tropisch Afrika.